# Sternwarte Königsberg

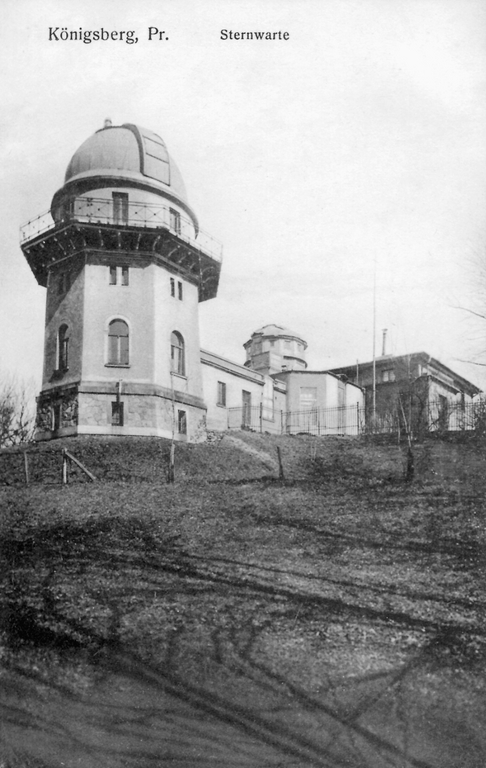
Königsberger Universitätssternwarte

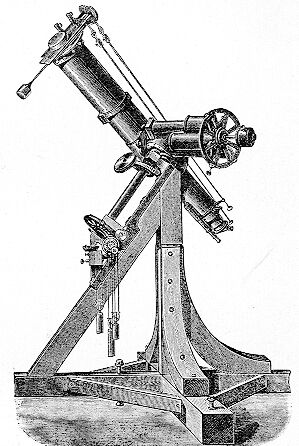
Heliometer von Fraunhofer

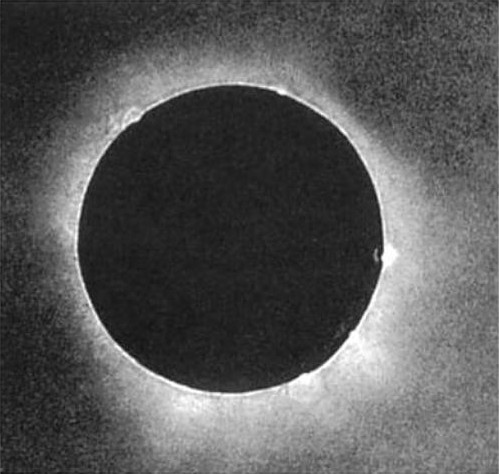
Erstaufnahme einer totalen Sonnenfinsternis

Die Sternwarte Königsberg war eine astronomische Forschungseinrichtung, die der Albertus-Universität Königsberg angegliedert war. An ihr arbeiteten bedeutende Astronomen wie Friedrich Wilhelm Bessel, Friedrich Wilhelm Argelander und Arthur Auwers. 1838 konnte dort erstmals ein genauer Wert der Parallaxe eines Fixsterns bestimmt werden. Die Sternwarte bestand von 1813 bis 1944.

## Geschichte
In den Jahren 1809/1810 beschloss die preußische Regierung in einer Ruhephase in der napoleonischen Kriege unter der verantwortlichen Leitung des Bildungsreformers Wilhelm von Humboldt ein Programm zum Ausbau der Universität Königsberg. Dazu gehörte die Gründung einer Sternwarte.
1809 erhielt der Astronom Friedrich Wilhelm Bessel von der Sternwarte Lilienthal einen Ruf nach Königsberg, um an der Universität zu lehren und die Leitung der geplanten Sternwarte zu übernehmen. Als Bessel 1810 in Königsberg eintraf, war die Sternwarte erst in der Planungsphase. Bessel musste zunächst ein geeignetes Gelände mit horizontfreier Sicht für die Sternwarte suchen und fand es schließlich im Nordwesten der Stadt auf dem Butterberg in der Nähe der Festungswallanlagen. Der Bau, der 1811 begonnen wurde, wurde ganz nach Bessels Wünschen ausgerichtet. Über den finanziellen Aufwand bemerkte Bessel:

„Es kann sonderbar scheinen, dass in den jetzigen Zeiten so viel an eine Sternwarte verwandt wird; allein die Zeiten, wo das Militair alles wegnahm, sind vorbei, und so wird denn das lebhafte Interesse an wissenschaftlichen Sachen erklärlicher. Unsere Regierung ist in dieser Hinsicht allen anderen ein Muster.“

Wegen der fehlenden Aufstellungsmöglichkeit konnte mit den bereits vorhandenen Geräten nur eingeschränkt beobachtet werden. In den ersten Jahren setzte Bessel daher die Auswertungen der Beobachtungen des  britischen Astronomen James Bradley fort und erstellte einen Sternkatalog mit 3.000 Sternen. Das grundlegende Werk mit dem Titel Fundamenta astronomiae wurde 1818 veröffentlicht.
Mit einem Meridiankreis von Reichenbach, der 1819 angeschafft wurde, nahm Bessel selbst Positionsbestimmungen von Sternen mit der damals größtmöglichen instrumentellen Genauigkeit vor. In den folgenden Jahren bestimmte er die Örter von 30.000 Sternen, wobei er auch seine Schüler bei den praktischen Messungen beteiligte. Von 1820 bis 1823 war Friedrich Wilhelm Argelander Bessels Assistent.
1829 wurde bei Reichenbachs Mathematisch-Feinmechanischem Institut ein mit Linsen von Joseph von Fraunhofer ausgestattetes Heliometer angeschafft, mit dem die Durchmesser flächiger Himmelskörper wie der Sonne und der Planeten sowie die Winkelabstände von Sternen genau gemessen werden können, die am Himmel optisch nah beieinander stehen. Mit diesem Instrument widmete sich Bessel einem Problem, das seit 300 Jahren bekannt war, aber nicht gelöst werden konnte – der Messung der Parallaxe der Sterne. Durch den Umlauf der Erde um die Sonne und der damit veränderten Erdposition müssten die Sterne ihrerseits eine scheinbare jährliche periodische Ortsveränderung zeigen, die umso größer ist, je näher ein Stern der Erde steht. Bessel wählte für seine Untersuchungen den Stern 61 Cygni im Sternbild Schwan, dessen Distanz  aufgrund seiner hohen Eigenbewegung offensichtlich relativ gering ist. Bessel vermaß über ein Jahr den Abstand von 61 Cygni zu einigen optisch benachbarten, tatsächlich aber viel weiter entfernten Sternen. Nach rechnerischer Auswertung konnte er eine Verschiebung von 1/3 Bogensekunde nachweisen. Die Bestimmung der Sternparallaxen war deshalb von großer Bedeutung, da erstmals eine Aussage über die Entfernung der Sterne vom Sonnensystem getroffen werden konnte. Somit wurde das kopernikanische Weltbild auch messend bewiesen.
Durch Bessels Arbeiten wurde Königsberg zu einer der führenden Forschungsstätten der Astronomie in Europa.
Der Tod des ersten Direktors im Jahre 1846 bedeutete für die Sternwarte einen Einschnitt. Die Leitung der Sternwarte erhielt Bessels Observator August Ludwig Busch (1804–1855) und wurde von der Astronomieprofessur abgekoppelt. Nach Buschs Tod teilten sich Eduard Luther und Moritz Ludwig Georg Wichmann (1821–1859) die Leitung. Nach Wichmanns Tod wurde die Direktion der Sternwarte wieder mit der Professur für Astronomie in der Hand von Luther (bis 1887) zusammengeführt.
1851 wurde an der Königsberger Sternwarte die erste photographische Aufnahme einer totalen Sonnenfinsternis als Daguerreotypie angefertigt.
Von 1859 bis 1862 arbeitete Arthur Auwers als Assistent. Er bestimmte die Eigenbewegung des Sterns Prokyon. Als Luthers Nachfolger fungierte von 1888 bis zu seinem Tode 1894 Carl Friedrich Wilhelm Peters. 1895 übernahm Hermann von Struve die Leitung der Sternwarte. Nach dessen Wechsel 1904 an die Berliner Sternwarte übernahm Hans Battermann das Amt bis 1919. Von 1921 bis zum Ende des Zweiten Weltkriegs lag die Leitung in den Händen von Erich Przybyllok.
Die Luftangriffe auf Königsberg im August 1944 beschädigten die Sternwarte wie auch zahlreiche andere Universitätsgebäude stark. Während der Schlacht um Königsberg befand sich in der nahe gelegenen Bastion Sternwarte ein Gefechtsstand der Wehrmacht, der bis zur Kapitulation am 9. April 1945 gehalten werden konnte. Somit lag das Sternwartengelände bis zuletzt im Bereich der Kampfhandlungen.

## Ausstattung
Die ersten Instrumente stammten hauptsächlich aus der Sternwarte Remplin des Amateurastronomen  Friedrich von Hahn in Mecklenburg und gelangten durch Vermittlung von Johann Elert Bode nach Königsberg. Es handelte sich dabei um einen Vertikalkreis von William Cary (das Instrument befindet sich heute im Deutschen Museum in München) mit 2 Zoll (5 cm) Öffnung und 1 m Brennweite, ein Passageinstrument („Mittagsfernrohr“) von Dollond mit 1,3 m Brennweite und 2,7 Zoll (7 cm) Öffnung, ein Äquatorialfernrohr mit 42 cm Brennweite und 5,2 cm Öffnung, ein kurzbrennweitiges Fernrohr (Kometensucher), zwei Spiegelsextanten und eine Pendeluhr von Repsold.
Das spätere Hauptinstrument der Sternwarte war zunächst der 1819 erworbene Meridiankreis von Reichenbach. Das 1829 angeschaffte Heliometer stammte aus der Werkstatt von Joseph von Utzschneider in München. Die noch unter der Werkleitung von Joseph Fraunhofer begonnenen Arbeiten an diesem Heliometer wurden durch seine Nachfolger Georg Merz und Franz Joseph Mahler erfolgreich ausgeführt. 1841 schenkte der preußische König Friedrich Wilhelm IV. der Sternwarte einen Meridiankreis von Adolf Repsold.
Unter dem Direktorat Hermann von Struves erhielt die Sternwarte 1895 einen Refraktor von Repsold mit einer Öffnung von 35 cm und einer Brennweite von 5 m, der in dem schon unter Peters errichteten Turm aufgestellt wurde. In den 20er Jahren wurde dieses Instrument durch ein fotografisches Rohr mit einem 30-cm-Objektiv ergänzt.

## Bildergalerie

Sternwarte Königsberg
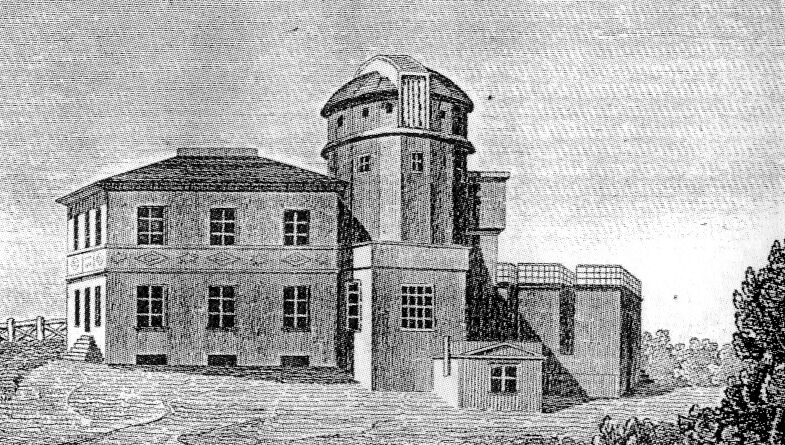
Zeichnung von 1830
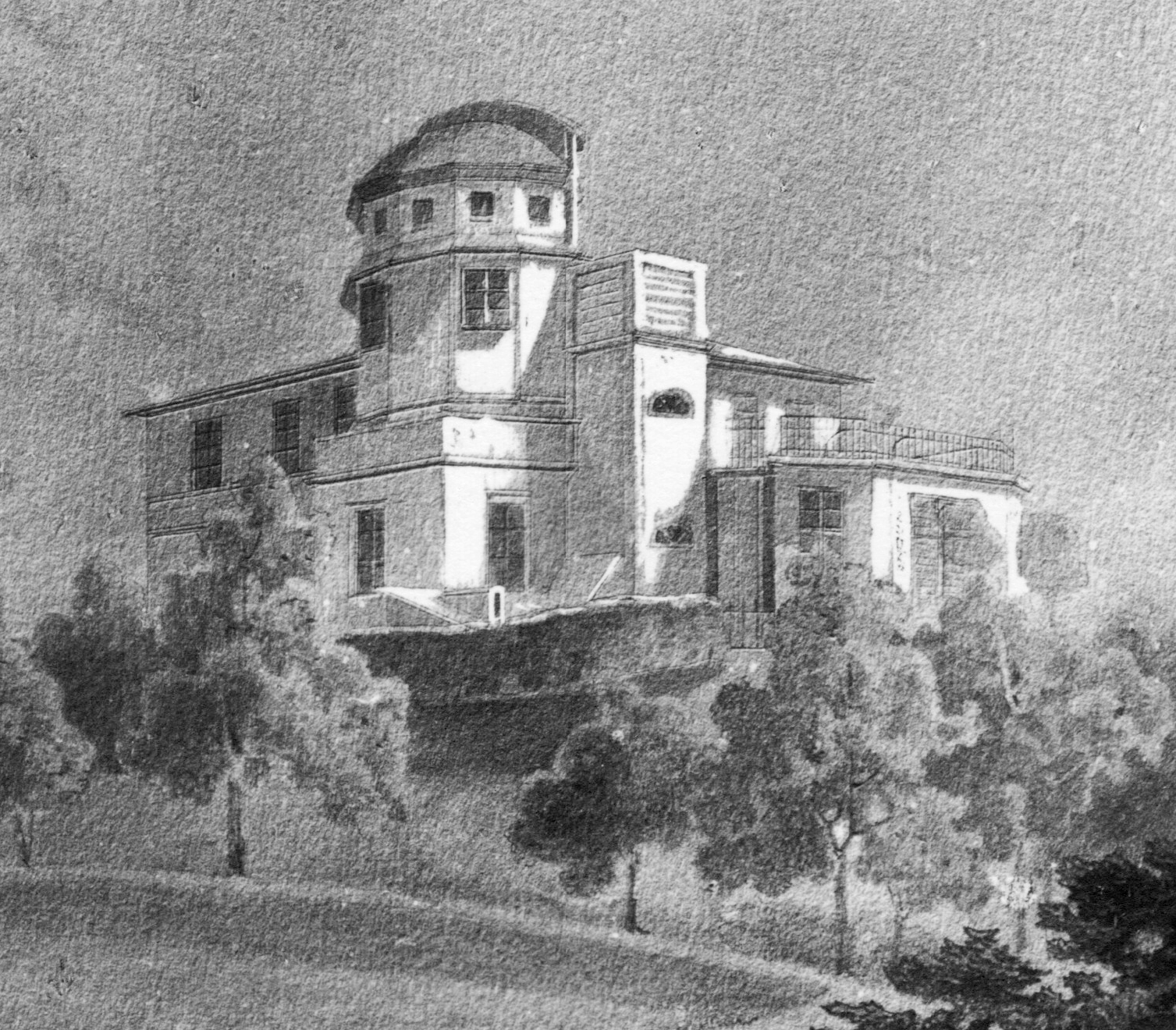
Sternwarte auf dem Butterberg am westlichen Wall von Königsberg
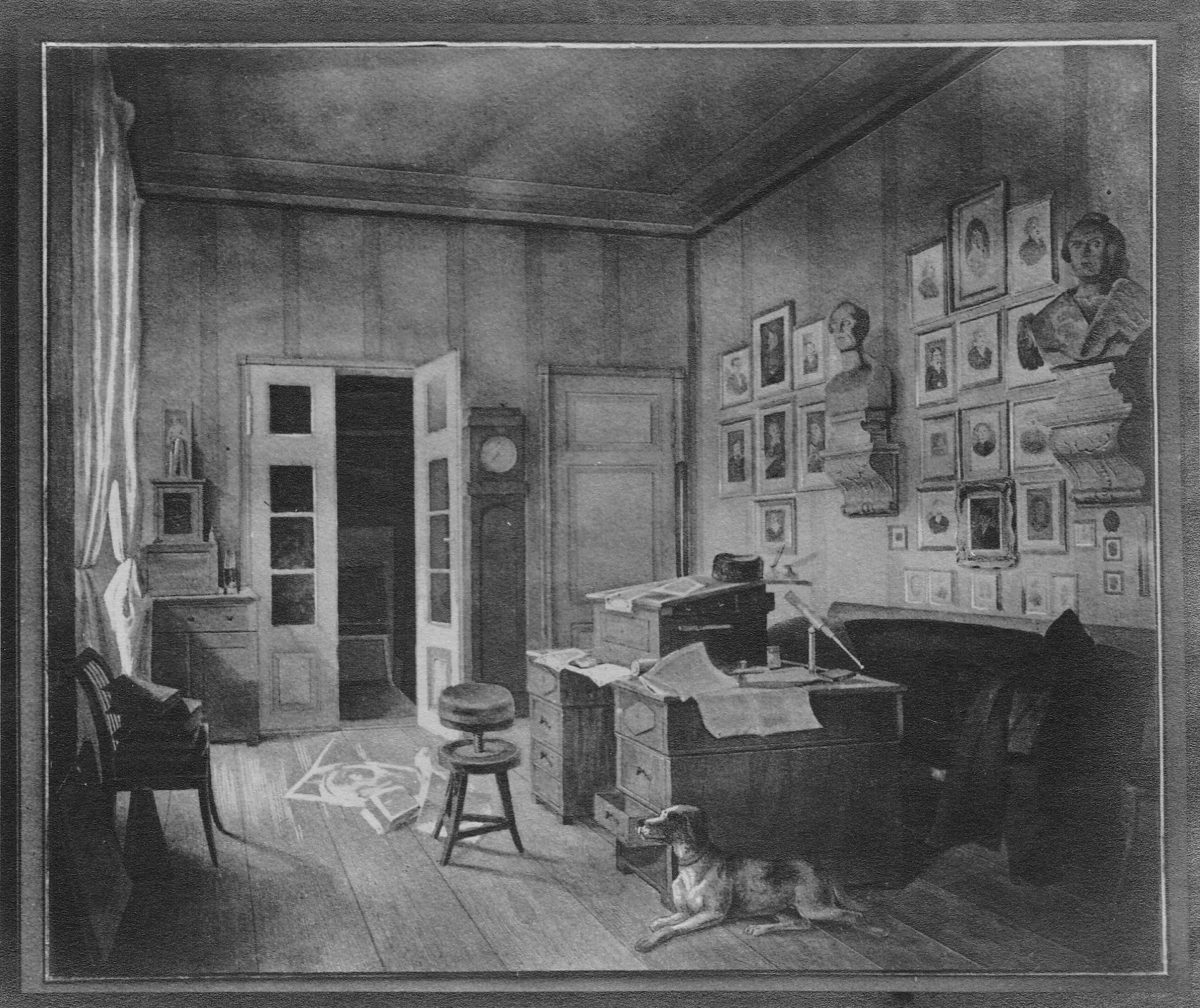
Reproduktion einer Daguerreotypie des Arbeitszimmers von Friedrich Wilhelm Bessel
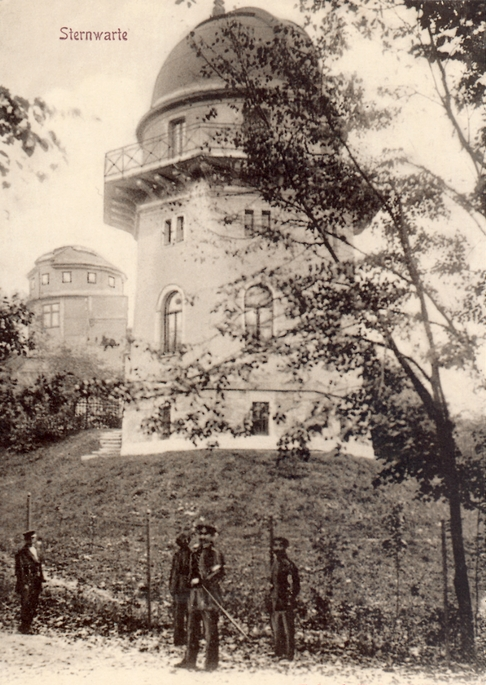
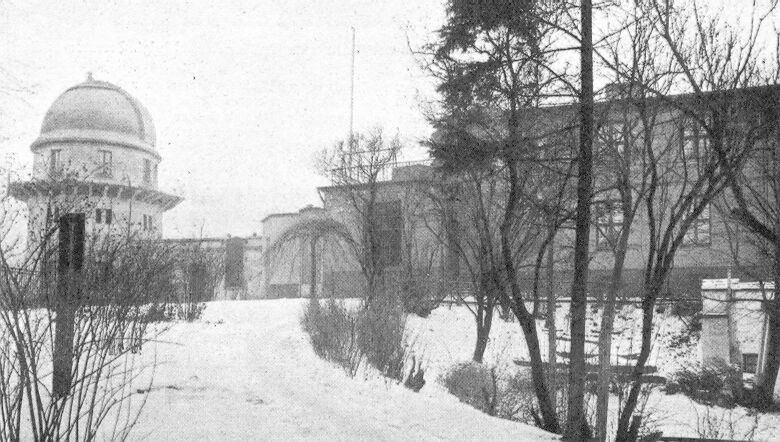